# International Food Policy Research Institute

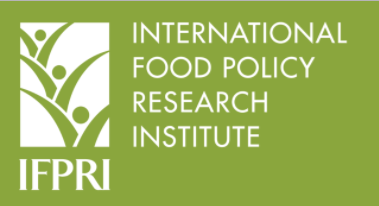
Logotipo do IFPRI

International Food Policy Research Institute (IFPRI) fornece soluções de políticas baseadas em pesquisas para reduzir de forma sustentável a pobreza e acabar com a fome e a desnutrição nos países em desenvolvimento. Fundada em 1975, a IFPRI possui atualmente mais de 600 funcionários trabalhando em mais de 50 países. O IFPRI faz parte do Consultative Group on International Agricultural Research (CGIAR), uma parceria mundial envolvida em pesquisa agrícola para o desenvolvimento. Os sistemas alimentares globais, regionais e nacionais enfrentam grandes desafios e exigem transformações fundamentais. Mais do que nunca, responder a esses desafios exigirá uma abordagem multidisciplinar, orientada para sistemas, para remodelar os sistemas alimentares, para que eles trabalhem de maneira sustentável para todas as pessoas. A Atualização da Estratégia do IFPRI 2018–2020 baseia-se na forte base de trabalho desenvolvida sob a estratégia 2013–2018 do Instituto e concentra-se em cinco áreas de pesquisa estratégica: 
- Promoção do suprimento de alimentos sustentável e resiliente ao clima
- Promoção de dietas saudáveis e nutrição para todos
- Construção de mercados inclusivos e eficientes, sistemas de comércio e indústria de alimentos
- Transformando economias agrícolas e rurais
- Fortalecimento de instituições e governança

Cada uma das cinco áreas de pesquisa estratégica considera o gênero em todas as questões de pesquisa e durante todo o processo de pesquisa.
Baseado em Washington D.C., nos Estados Unidos, é atualmente dirigido por Johan Swinnen.
O IFPRI recebe financiamento de governos nacionais, fundações privadas, universidades, organizações não-governamentais e do Fundo Fiduciário CGIAR.